# Herba de la cullera
L'herba de la cullera, cocleària, culleretes d'aigua, herba de culleres o herba de l'escorbut (Cochlearia officinalis del llatí cochlear o cochlearis, cullera, referint-se a la forma de les seves fulles) és una planta herbàcia de la família de les brassicàcies (o crucíferes) distribuïda per gran part d'Europa i a Amèrica del nord (Canadà i Alaska). A Catalunya hi ha la subespècie pyrenaica als Pirineus entre 1.500 i 2.200 metres d'altitud.
Degut a la seva distribució geogràfica per gran part de l'hemisferi nord, la cocleària té noms diferents depenent del país o regió on la trobem:
- Català: Herba de la cullera
- Deutsch: Echte Löffelkraut
- English: Scurvygrass
- Español: Hierba de cucharas
- Français: Herbe aux cuillères
- Nederlands: Echt lepelblad
- Српски / Srpski: Кашикара
- Svenska: Vanlig skörbjuggsört

## Morfologia
Es tracta d'un hemicriptòfit (planta herbàcia amb gemmes persistents situades arran de terra) d'uns 30 cm d'alçada. L'arrel és axonomorfa seguida d'una tija herbàcia i glabrescent. Les fulles són alternes, de consistència herbàcia, amb limbe renniforme, base cordada i marge simple i enter. Les fulles de la base són peciolades i mentre que les superiors són sèssils. Les flors són hermafrodites i amb el periant diferenciat. El calze té 4 sèpals verds d'entre 1,5 i 2 mm amb concrescència dialisèpala. La corol·la és cruciforme, té 4 pètals de color blanc (rarament lila) amb una mida d'entre 4 i 8 mm dialipètals amb simetria actinomorfa. L'androceu està proveït de sis estams disposat en dos verticils, l'extern amb dos estams curts i l'intern amb 4 estams llargs. El gineceu és bicarpel·lar i sincàrpic amb ovari súper. El fruit és una síliqua ovoide-elipsoide arrodonida pels dos extrems i de 3 a 7 mm de llarg. Les valves són convexes amb una xarxa de nerviacions ben visible.
La part utilitzada de la cocleària és la planta florida.

## Ecologia
Habita en rierols i fonts amb terrenys basòfils i/o calcícoles que es troben a l'estatge subalpí. Floreix a la primavera i a finals d'estiu. Un cop acabada la floració es recull per ser consumida.

## Farmacologia

### Composició química
- Heteròsids sulfurats: glucoputranjivà i glucococlearòsid, que per hidròlisi allibera isocianat de butil.
- Vitamina C: també anomenada àcid ascòrbic, és una vitamina que actua com a protector al tracte gastrointestinal inhibint la síntesi de nitrosamines, substàncies carcinogèniques que poden estar presents als aliments ingerits o que poden formar-se al tracte gastrointestinal en presència de nitrits i amines secundàries per part de l'acció bacteriana.
- Alcaloides tropànics: tropina i coclearina.

Vitamina C.

### Accions farmacològiques

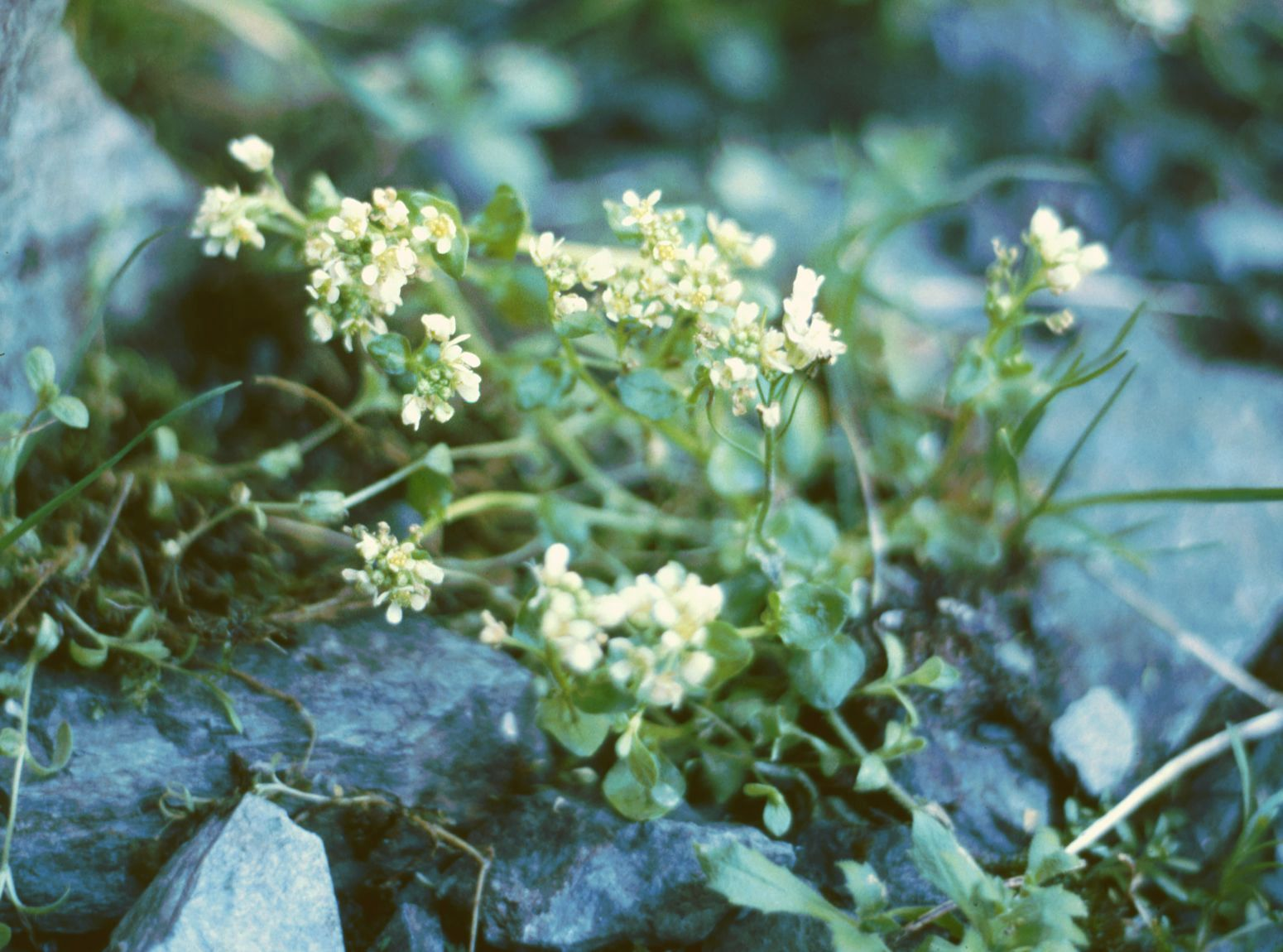
Detall de la planta florida.

Gràcies a la seva font de vitamina C s'ha utilitzat per al tractament de:
- Artritis: inflamació d'una articulació. Es caracteritza per dolor, limitació de moviments, inflor de les articulacions i calor local.
- Artràlgia: dolor a les articulacions símptoma de lesió, infecció, malalties (sobretot artritis), o al·lèrgia a un determinat medicament.
- Epistaxis: hemorràgia nasal o sagnat de les fosses nasals. Les causes que produeixen epistaxis poden ser variades.
- Escorbut: malaltia produïda per un dèficit de vitamina C, normalment en la dieta.
- Gota: malaltia metabòlica produïda per una acumulació d'àcid úric en el cos, sobretot a les articulacions, ronyó i teixits tous.
- Oligúria: Disminució de la capacitat per la formació i eliminació de l'orina.
- Retenció urinària: Dificultat per buidar la bufeta urinària.
- Edema: inflamació que sorgeix com a resposta per defensar-se d'agents nocius o del medi, per així reparar el teixit o òrgan danyat.

### Toxicitat
A altes dosis de cocleària s'ha observat que en nens i en lactants pot produir gastritis, úlcera pèptica, i en rares ocasions pot causar gastràlgia degut al isotiocacinat de butil. A més a més pot provocar hipotiroïdisme i induir al goll degut als glucosinats.

## Observacions
La planta té un gust amarg, desagradable i molt picant, però al tenir una gran concentració de vitamina C, les fulles han estat i són utilitzades com a complement de l'alimentació en amanides, sopes, salses, etc.
La legislació vigent, per tant, contempla que la cocleària és una planta de venda lliure que pot ésser utilitzada en petites dosis com a complement alimentari. Han de presentar però, una sèrie de recomanacions sobre el seu ús, ja que un ús incorrecte de la cocleària pot comportar problemes de salut que es poden prevenir amb una limitació de la dosi del producte, o amb un missatge adequat al consumidor.

## Galeria d'imatges

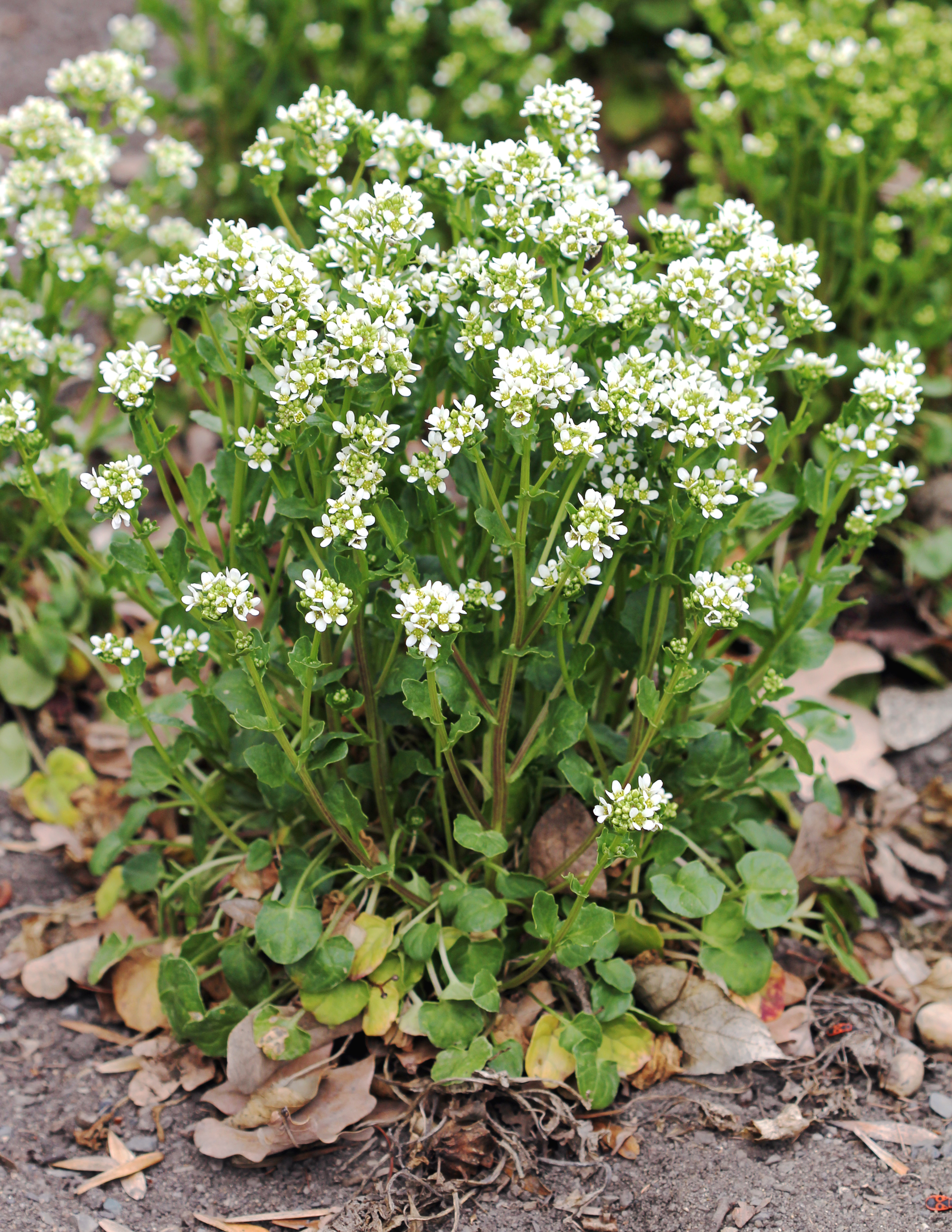
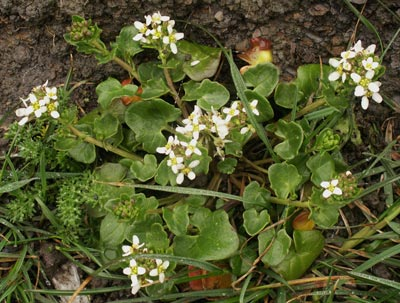
Cocleària a la primavera.
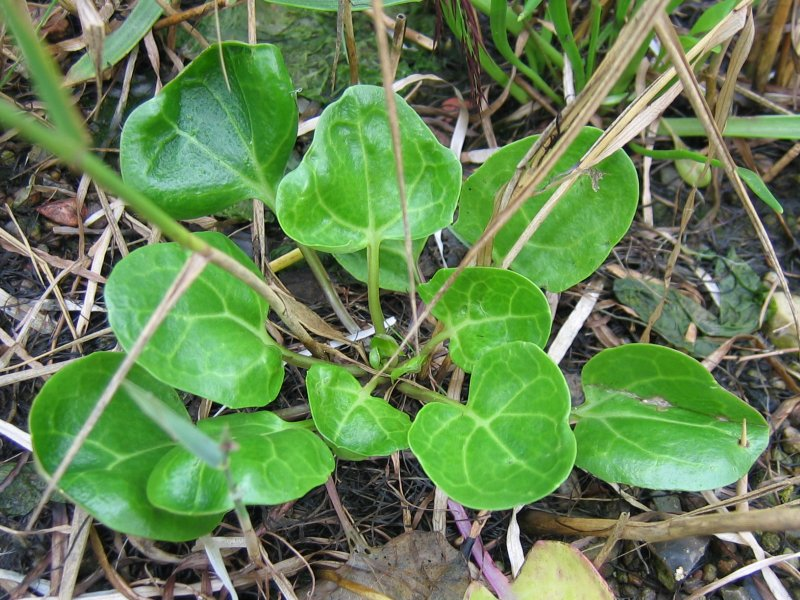
Fulles de l'herba de la cullera.
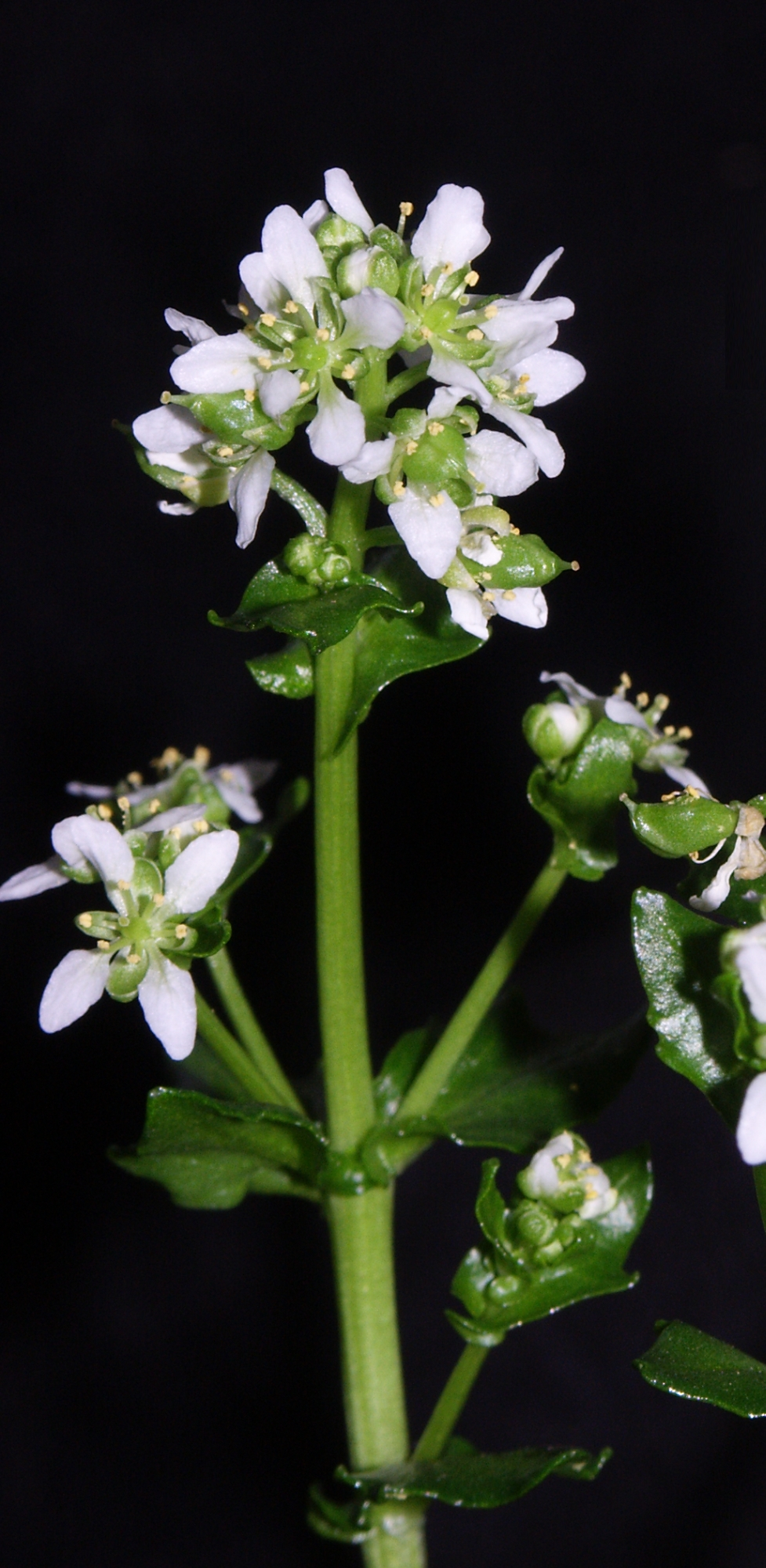
Vista de la florescència.
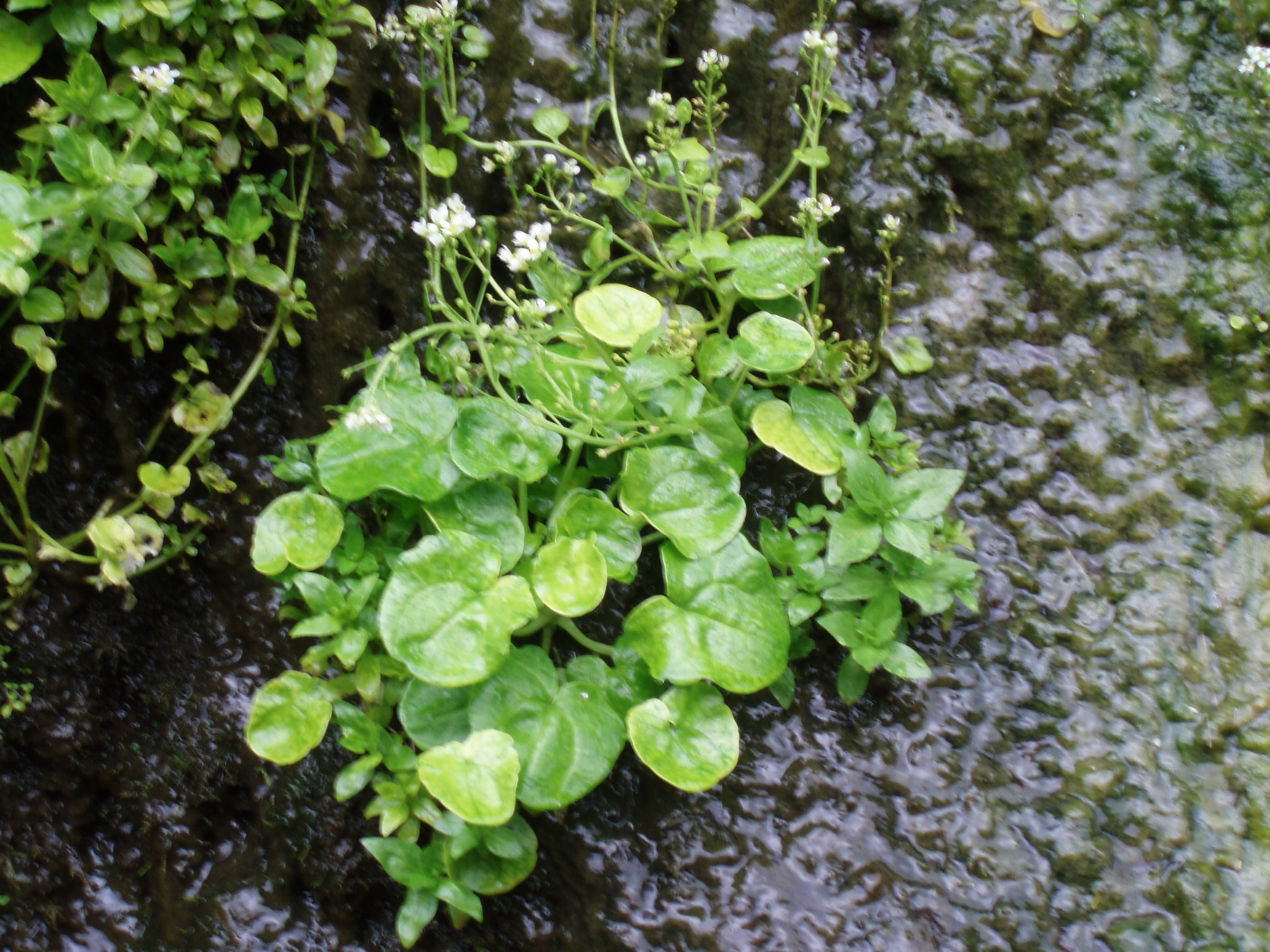
Detall de les fulles basals i fulles superiors.
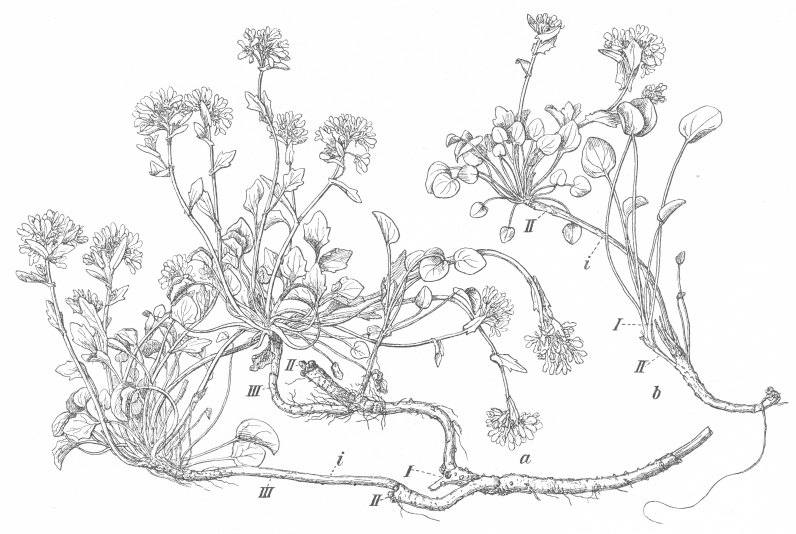
Il·lustració de l'herba de les culleres.
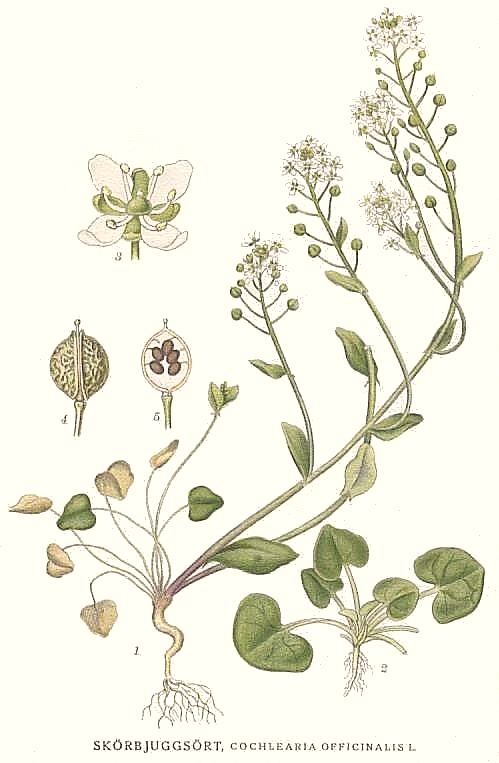
Il·lustració de l'herba de les culleres.
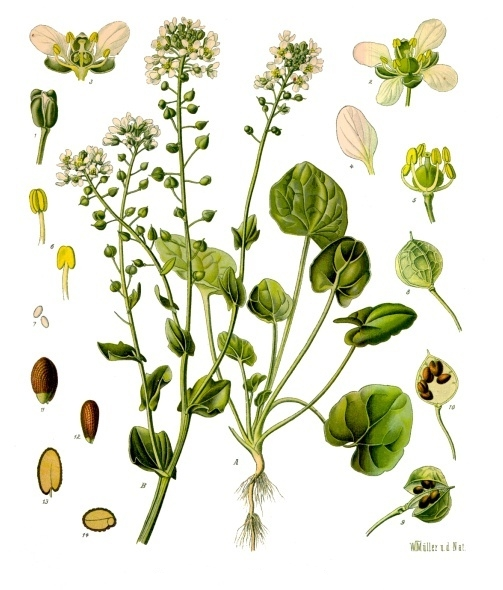
Il·lustració de l'herba de les culleres.